# Cristonia
Cristonia là một chi thực vật có hoa trong họ Đậu.